# 何长工
何长工（1901年1月27日—1987年12月29日），原名何坤，湖南华容人，中国共产党、中华人民共和国政治人物，原副国级领导人。中国人民解放军高级将领，第五届全国政协副主席。
何长工早年赴法国勤工俭学，1922年在法国加入中国共产党。1927年，参加秋收起义，曾任红八军军长、粤赣军区司令员、红九军团政委等职，参与长征。抗日战争期间，担任抗日军政大学副校长，其后奔赴东北，创办军事工业。中华人民共和国成立后，何长工先后任中央人民政府重工业部代部长、地质部副部长兼党组书记。文化大革命期间受迫害，其后任中国人民解放军军政大学副校长、军事学院副院长、第五届全国政协副主席等职。

## 生平

### 早年生涯
光绪二十六年十二月初八:1（1901年1月27日），何坤出生于湖南华容大乘乡大山村。1918年，中学毕业后前往北京长辛店半工半读:14。1919年，参加五四运动，年底赴法国留学。1922年在法国加入中国共产党，次年前往比利时打工。1924年回国先到长沙，见到中共湘区委员会书记毛泽东，听他建议回华容县建立党组织。后历任县新华中学校长，县农民自卫军总指挥，中共南华地委常委兼军事部部长。1927年5月21日，长沙马日事变后，被通缉，躲避到武汉，经毛泽东建议改名何长工。其后进入國民革命軍第二方面军总指挥部警卫团，任连党代表。
1927年9月，毛泽东发动秋收起义，何长工随部队参加。随后，他奉毛泽东之命到韶关寻找朱德部队。后受毛派遣与井冈山当地地方武装王佐、袁文才谈判，成功地将部队带上井冈山，后负责对袁、王部队的改编工作。1928年4月，朱德率部到达井冈山，同毛泽东会师，组建红四军，何长工任三十二团党代表。1929年1月，红四军向江西南部进军，何长工率赤卫军等在井冈山坚持游击战。其后，彭德怀率部返回井冈山，任红五军第五纵队党代表，参与开辟鄂东南根据地。
1930年，前往上海参加全国苏维埃区域代表大会和苏区红军代表大会。5月，何长工升任红八军军长，进入红一方面军前敌委员会，随部队进攻长沙。1932年3月，任红五军团红十三军政委，负责对宁都暴动部队的改编工作。此后，率部东进，参加漳州战役。1933年10月，任红军大学校长兼政委。1934年1月，当选中华苏维埃共和国中央执行委员。同年2月，任粤赣军区司令员兼政委，参加第五次反围剿战争。
1934年9月，中国工农红军长征前夕，何作为密使，同潘汉年同广东军阀陈济棠开展谈判，达成互不侵犯的约定，减少了红军的损失。遵义会议后，任红九军团政委。3月27日，奉命与罗炳辉率红九军团离开主力部队进行佯动以牵制追兵，在成功达到战略目的后，独立在贵州、四川和云南边境地区活动52天，行程1000多公里，最后在四川西昌境内与红军主力部队重新会合。同年9月，红军分裂，何长工随红四方面军南下。在张国焘另立中央后，何长工参与对毛泽东的攻击，被张国焘封为“政治局候补委员”“组织部部长”。其后担任甘肃省苏维埃政府主席。1937年1月，进入抗日军政大学学习。

### 抗日战争与第二次国共内战时期
抗日战争爆发后，何长工任两延（延长、延川）河防司令员兼政治委員。1939年，任中国人民抗日军政大学第一分校校长，率三千部队东渡黄河，前往晋东南敌后办学。其后，调任抗大总校教育长。1943年，返回陕北，担任抗日军政大学副校长，重点培养军事干部，并进行整风和大生产运动。1944年7月，因校长徐向前突患重病，何长工开始主持总校工作。
1945年10月，何长工率抗大总校前往东北，先后创办了东北军政大学及四个分校，任东北军政大学代校长。不久，兼任通化军区司令员。同时，相继建立了航空、工兵、坦克、医科等学校。1947年起，任东北军区军工部部长，奉命前往满洲里接收日军装备，并创办军事工业，组织研制和生产。

### 中华人民共和国成立后
中华人民共和国成立后，何出任中央人民政府重工业部副部长、代部长。1951年7月，兼航空工业局局长。1952年后，长期任地质部副部长、中共党组书记。何长工重视地质勘探装备和地质机械仪器生产，1954年，建成张家口探矿机械厂。以后，地质部先后建立了衡阳、上海、北京、天津、重庆等五个探矿机械厂和北京、上海、重庆等三个地质仪器厂及无锡钻探工具厂。1956年，他又领导建立了成都地质学院。文化大革命时，遭受迫害。
1975年恢复工作后，何长工任中国人民解放军军政大学副校长。1977年12月，何长工任解放军军事学院副院长。1980年9月，当选全国政协副主席。1982年9月，当选中共中央顾问委员会常务委员。1987年12月29日在北京逝世，終年87歲。

## 家族
- 第一任妻子：孟淑亚，生两个儿子何光球、何光星，均被中华民国政府杀害。
- 第二任妻子：尹清平（1916年-1986年7月14日）；出生于四川省广元市旺苍县黄洋镇贫苦家庭；尹清平何长工（何坤）在红军队伍中相识相知結婚，育有三儿三女：何光曄、何光暐、何光瑨、何婧、何妍、何为荣。
- 長子：何光曄：现任亚太旅游联合会会长、意大利歌诗达邮轮公司中国联络处总裁、世界旅游形象大使总决赛国际组委会主席[19]。
- 二子：何光暐（1944年4月-）曾任国家旅游局局长、中共党组书记。
  - 孙子何刚[20]，电影投资人。
  - 孙媳妇高露[21]，因驾车进入故宫而引发争议，被戏称为”奔驰大G女”。在其微博（名为“露小宝LL”）、Ins（名为“lulu-lggh”）等社交媒体炫富的图片中，网友们也发现了其声称购入的豪宅登记在忠旺集团刘忠田妻子Wang Zhijie名下。[22]

- 女兒：何光瑨：中国社会活动家
  - 外孙：汪龙：电影导演，中央电视台4套 《走遍中国》栏目，《北京南站》编导。[23]